# Puente gótico de Vilumara
El puente gótico de Vilumara es un puente sobre el río Llobregat ubicado en el municipio de Rocafort y Vilumara (Cataluña, España), incluido en el Inventario del Patrimonio Arquitectónico de Cataluña. Se sitúa en el antiguo camino real que iba del Bages hacia «Bàrcino», pasando por la montaña de Sant Llorenç y por la comarca del Vallés. En el siglo V, durante la caída del Imperio romano de Occidente, este camino real probablemente fue uno de los caminos de penetración de los invasores. El puente de Vilumara tiene una estructura similar al puente Viejo de Manresa.

## Historia
La primera mención escrita sobre un puente en esta zona aparece en el año cuando un tal Albert Benet dice que unos bienes situados a la Querosa (lugar emplazado al ángulo que hace el río pasado Viladordis y las Marcetes) se encontraban al norte del puente de piedra («ponte petrisso»). Ahora bien, queda la duda que sea el mismo lugar donde hoy en día de alza el puente. 
Bajo el puente hay un grupo de 17 agujeros circulares excavados en la roca que debían de tener la funcionalidad de sostener palos de madera. Teniendo en cuenta que tan solo se encuentran en una de las márgenes del río, parece improbable que se trate de las bases de un puente de madera; más bien hay que pensar en alguna esclusa de época medieval, o una torre de vigilancia de la alta edad mediana. El año 1193 aparece citado en un documento de confirmación que ratifica la donación de «las primicias de todo el honor de Vilomara y el diezmo de los molinos que hay en el puente ....».  En testamentos del siglo XIII, se encuentra varios legados a favor de esta obra. El 1312 el arzobispo de Tarragona da permiso para trabajar en unas obra del puente en un día festivo. El septiembre de 1509 lo encontramos mencionado cuando el rey Fernando el Católico concede a Manresa el poder cobrar peajes en sus cuatro puentes.
En la actualidad el puente es una reconstrucción de 1617-1625, realizada tras la destrucción del mismo durante una crecida del río.

## Arquitectura

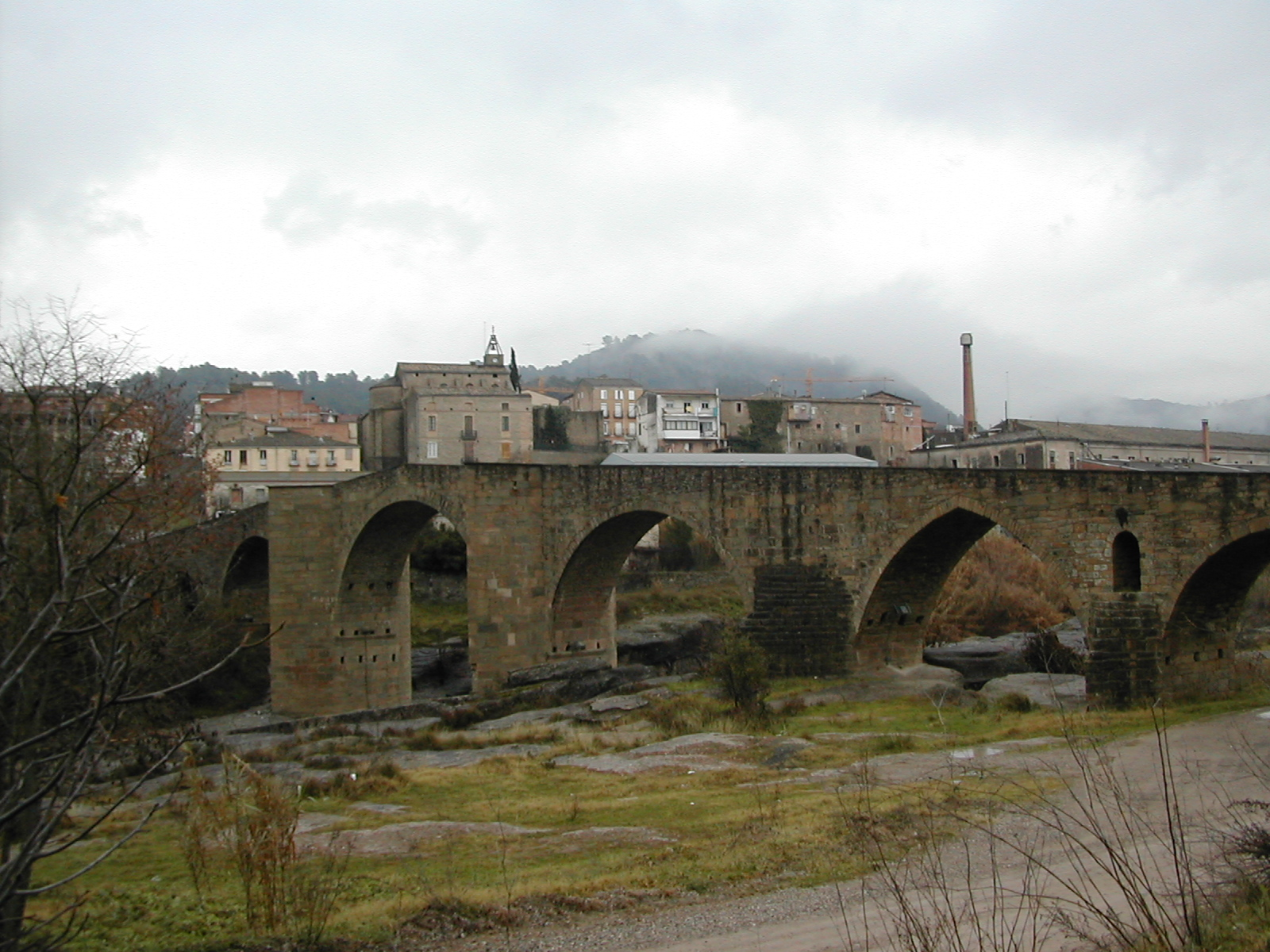
Vista del Puente y del único arco ojival.

Tiene la forma de los tradicionalmente llamados puentes de «espalda de asno». Está estructurado en nueve arcos de mampostería de diferentes luces, la cual tiende a crecer a medida que se acercan al centro del puente. Mide 130 m de longitud y los arcos son de medio punto, excepto uno que es ojival. Se apoyan sobre firmes pilares; los dos centrales, aguas arriba, acaban en forma rectangular y por el otro lado se ven reforzados por unas torres redondas adosadas.
En la parte alta de uno de los pilares hay una apertura para dar salida a un posible embate del agua. Las enjutas presentan refuerzos en espiga y zonas de degradación.
El paramento exterior es bastante regular; los sillares de la base son más grandes que el resto y están cimentados en la misma roca. El escudo de Manresa esculpido en medio del puente delimita los términos de Manresa y El Pont de Vilomara i Rocafort.